# Zaunkönige
Die Zaunkönige (Troglodytidae) sind eine Vogelfamilie aus der Ordnung der Sperlingsvögel (Passeriformes), Unterordnung Singvögel (Passeri).
Die Familie umfasst 19 Gattungen und etwa 88 Arten. Fast alle Arten sind ausschließlich in der Neuen Welt beheimatet und besetzen dort unterschiedliche Lebensräume. Die einzige Ausnahme bildet der sowohl in Nordamerika als auch in Eurasien weit verbreitete Zaunkönig. Er ist in Europa der einzige Vertreter dieser Familie.

## Aussehen
Zaunkönige sind insektenfressende Vögel mit vorwiegend braunem, teilweise dunkel quergebändertem Gefieder. Sie haben kurze Flügel, und viele halten ihren kurzen Stoß steil aufwärts gerichtet. Sie sind meist klein und unauffällig, abgesehen von ihrem lauten Gesang.

## Verbreitung
Die Familie besiedelt fast das gesamte Nord- und Südamerika mit Ausnahme der nördlichen Teile von Alaska und Kanada und der meisten der Westindischen Inseln. Die größte Dichte an Arten findet sich in gebirgigen Regionen mit tropischem Klima, insbesondere im Nordwesten von Südamerika und auf der mittelamerikanischen Landbrücke. Spitzenreiter sind Kolumbien mit 33 Arten und Mexiko mit 31 Arten.
Nur eine einzige Art, der Zaunkönig (Troglodytes troglodytes), kommt auch außerhalb von Amerika vor, nämlich in Europa, Nordafrika, Ostasien sowie in Teilen von Zentral-, Süd- und Vorderasien.

## Gattungen und Arten
1. Salpinctes

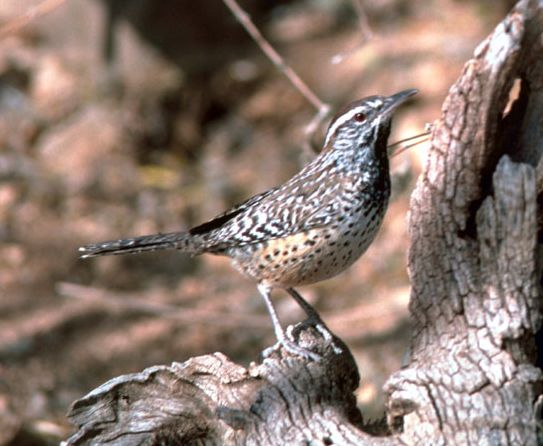
Kaktuszaunkönig (Campylorhynchus brunneicapillus)

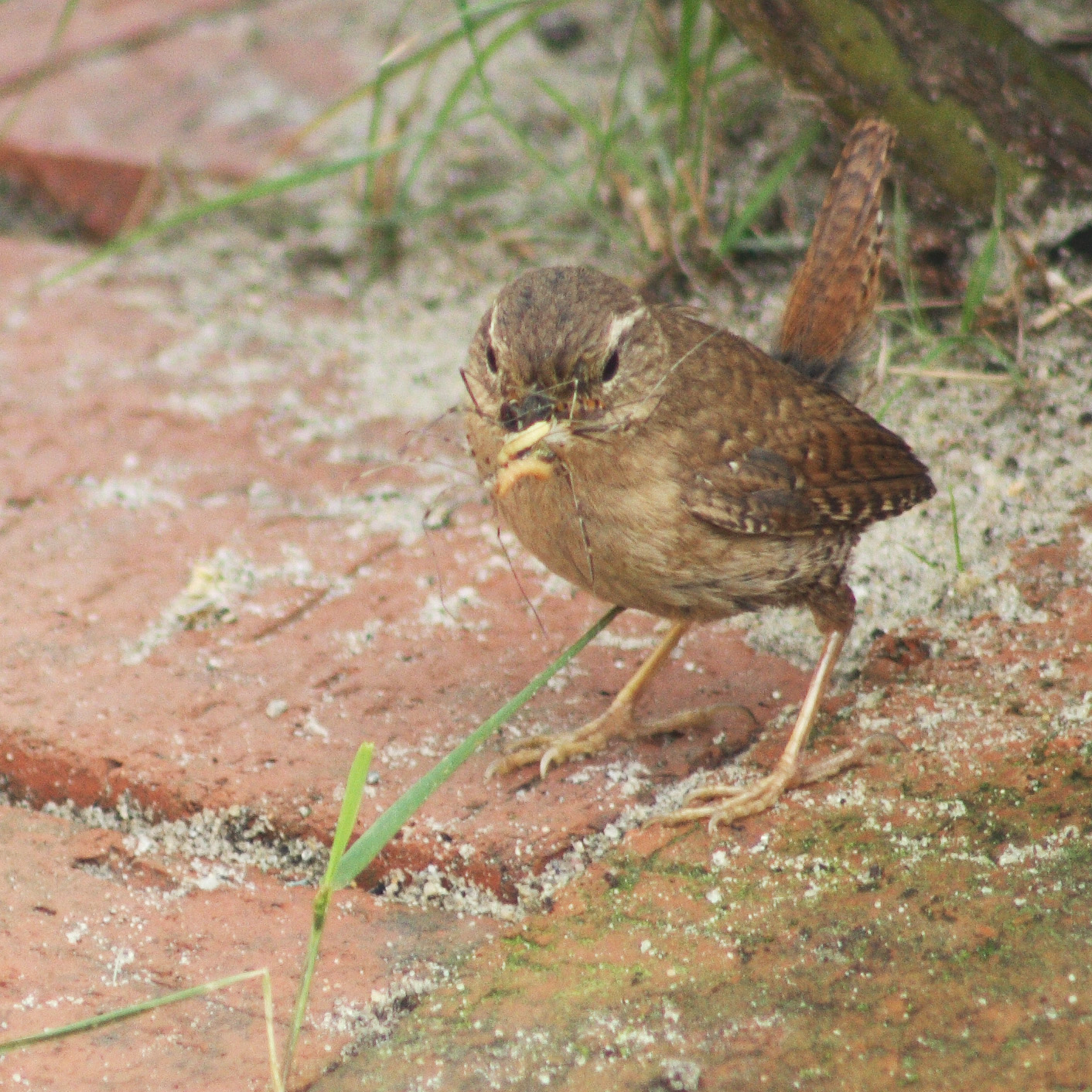
Zaunkönig
(Troglodytes troglodytes)

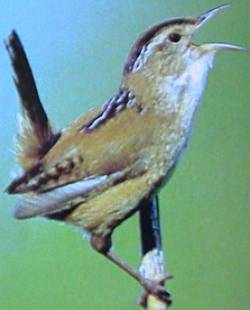
Sumpfzaunkönig
(Cistothorus palustris)

  1. Felsenzaunkönig (Salpinctes obsoletus)
2. Campylorhynchus
  1. Bartzaunkönig (Campylorhynchus gularis)
  2. Kaktuszaunkönig (Campylorhynchus brunneicapillus)
  3. Harlekinzaunkönig (Campylorhynchus jocosus)
  4. Yucatánzaunkönig (Campylorhynchus yucatanicus)
  5. Riesenzaunkönig (Campylorhynchus chiapensis)
  6. Brauenzaunkönig (Campylorhynchus griseus)
  7. Veracruz-Zaunkönig (Campylorhynchus rufinucha)
  8. Rostrücken-Zaunkönig (Campylorhynchus capistratus)
  9. Sclaterzaunkönig (Campylorhynchus humilis)
  10. Drosselzaunkönig (Campylorhynchus turdinus)
  11. Graubinden-Zaunkönig (Campylorhynchus megalopterus)
  12. Tigerzaunkönig (Campylorhynchus zonatus)
  13. Weißkopf-Zaunkönig (Campylorhynchus albobrunneus)
  14. Pantherzaunkönig (Campylorhynchus nuchalis)
  15. Bindenzaunkönig (Campylorhynchus fasciatus)
3. Odontorchilus
  1. Graumantel-Zaunkönig (Odontorchilus branickii)
  2. Zahnschnabel-Zaunkönig (Odontorchilus cinereus)
4. Catherpes
  1. Schluchtenzaunkönig (Catherpes mexicanus)
5. Hylorchilus
  1. Schmalschnabel-Zaunkönig (Hylorchilus sumichrasti)
  2. Navazaunkönig (Hylorchilus navai)
6. Cinnycerthia
  1. Einfarb-Zaunkönig (Cinnycerthia unirufa)
  2. Peruzaunkönig (Cinnycerthia peruana)
  3. Sepiazaunkönig (Cinnycerthia fulva)
  4. Rostzaunkönig (Cinnycerthia olivascens)
7. Thryophilus
  1. Santanderzaunkönig (Thryophilus nicefori)
  2. Akazienzaunkönig (Thryophilus pleurostictus)
  3. Sinaloazaunkönig (Thryophilus sinaloa)
  4. Antioquiazaunkönig (Thryophilus sernai)
  5. Rotrückenzaunkönig (Thryophilus rufalbus)
8. Thryothorus
  1. Carolinazaunkönig (Thryothorus ludovicianus)
9. Cantorchilus
  1. Cabaniszaunkönig (Cantorchilus modestus)
  2. Grauzaunkönig (Cantorchilus griseus)
  3. Uferzaunkönig (Cantorchilus semibadius)
  4. Küstenzaunkönig (Cantorchilus superciliaris)
  5. Langschnabel-Zaunkönig (Cantorchilus longirostris)
  6. Kastanienzaunkönig (Cantorchilus nigricapillus)
  7. Guarayoszaunkönig (Cantorchilus guarayanus)
  8. Weißohr-Zaunkönig (Cantorchilus leucotis)
  9. Zeledonzaunkönig (Cantorchilus zeledoni)
  10. Streifenbrust-Zaunkönig (Cantorchilus thoracicus)
  11. Streifenkehl-Zaunkönig (Cantorchilus leucopogon)
  12. Panamazaunkönig (Cantorchilus elutus)
10. Pheugopedius
  1. Bindenbauch-Zaunkönig (Pheugopedius fasciatoventris)
  2. Schwarzkehl-Zaunkönig  (Pheugopedius atrogularis)
  3. Rußkopf-Zaunkönig  (Pheugopedius spadix)
  4. Kastanienrücken-Zaunkönig (Pheugopedius euophrys)
  5. Inkazaunkönig (Pheugopedius eisenmanni)
  6. Wangenstreif-Zaunkönig (Pheugopedius genibarbis)
  7. Bartstreif-Zaunkönig (Pheugopedius mystacalis)
  8. Corayazaunkönig (Pheugopedius coraya)
  9. Glückszaunkönig (Pheugopedius felix)
  10. Fleckenbrust-Zaunkönig (Pheugopedius maculipectus)
  11. Rotbrust-Zaunkönig (Pheugopedius rutilus)
  12. Bänderbrust-Zaunkönig (Pheugopedius sclateri)
11. Thryomanes
  1. Buschzaunkönig (Thryomanes bewickii)
12. Ferminia
  1. Kubazaunkönig (Ferminia cerverai)
13. Troglodytes
  1. Zaunkönig (Troglodytes troglodytes)
  2. Hauszaunkönig (Troglodytes aedon)
  3. Santa-Marta-Zaunkönig (Troglodytes monticola)
  4. Fahlstreif-Zaunkönig (Troglodytes ochraceus)
  5. Rostbrauen-Zaunkönig (Troglodytes rufociliatus)
  6. Falklandzaunkönig (Troglodytes cobbi)
  7. Socorrozaunkönig (Troglodytes sissonii)
  8. Tepuizaunkönig (Troglodytes rufulus)
  9. Andenzaunkönig (Troglodytes solstitialis)
  10. Clariónzaunkönig (Troglodytes tanneri)
  11. Winterzaunkönig (Troglodytes hiemalis)
  12. Pazifikzaunkönig (Troglodytes pacificus)
14. Cistothorus
  1. Pampazaunkönig (Cistothorus platensis)
  2. Sumpfzaunkönig (Cistothorus palustris)
  3. Méridazaunkönig (Cistothorus meridae)
  4. Apolinarzaunkönig (Cistothorus apolinari)
15. Uropsila
  1. Weißbauch-Zaunkönig (Uropsila leucogastra)
16. Thryorchilus
  1. Bergzaunkönig (Thryorchilus browni)
17. Henicorhina
  1. Bindenflügel-Zaunkönig (Henicorhina leucoptera)
  2. Waldzaunkönig (Henicorhina leucosticta)
  3. Einsiedlerzaunkönig (Henicorhina leucophrys)
  4. Negretzaunkönig (Henicorhina negreti)
  5. Gipfelzaunkönig (Henicorhina anachoreta)
18. Microcerculus
  1. Weißbinden-Zaunkönig (Microcerculus bambla)
  2. Flötenzaunkönig (Microcerculus ustulatus)
  3. Nachtigallzaunkönig (Microcerculus philomela)
  4. Schuppenbrust-Zaunkönig (Microcerculus marginatus)
19. Cyphorhinus
  1. Kastanienbrust-Zaunkönig (Cyphorhinus thoracicus)
  2. Brillenzaunkönig (Cyphorhinus phaeocephalus)
  3. Orpheuszaunkönig (Cyphorhinus arada)

## Einzelbelege
1. ↑  Bezzel, S. 37.